# 大家姐 (電視劇)
《大家姐》是香港麗的電視的一套電視劇，由黃莎莉擔綱主演，亦是其代表作。這套電視劇講述一位領導香港黑幫組織的女性的故事，亦帶起了香港對於黑幫以至其他一般機構的女性領頭人的稱呼。《大家姐》於1976年播出，其後由於收視理想，電視台於是開拍續集《大家姐與大狂魔》，1977年播出。

## 故事大綱
燙著不長不短圈捲髮的黃莎莉，戴上茶色眼鏡以長煙嘴吸煙，大家姐形象深入民間。其丈夫乃黑道頭目龍哥，龍哥離世後大家姐帶領一眾兄弟金盆洗手，退出江湖經營酒樓及工廠當正行生意。然而，江湖事是非多，酒樓前點心妹轉行組女子樂隊，事實卻是被黑道經理人操控，強逼吸毒及陪客，大家姐道義插手。

## 主要演員
- 黃莎莉 飾 大家姐（全劇未有透露其真實姓名[1]）
- 劉緯民 飾 昌少
- 小麒麟 飾 陳雄
- 韓義生 飾 黑仔
- 關偉倫 飾 亞倫
- 譚榮傑 飾 石鬼
- 楊世鈞 飾 長毛
- 朱鐵和 飾 鐵頭
- 萬卓光 飾 Muscle
- 葉萍 飾 九嫂
- 李月清 飾 清姨
- 陳惠瑜 飾 余姑娘
- 張美璉 飾 小英
- 簡錫明 飾 黃立誠
- 鄭君綿 飾 祥伯
- 伍永森 飾 管叔/何通/阿庭
- 劉國誠 飾 姚立
- 鍾叮噹 飾 白莉
- 黃樹棠 飾 羅均
- 方慧子 飾 羅均妻/蘇菲亞
- 劉滌凡 飾 探長
- 陳有后 飾 馬老大
- 許英秀 飾 瘦伯
- 潘志文 飾 羅成
- 吳回 飾 陳老回
- 譚一清 飾 何先生/田哥
- 區嶽 飾
- 麥振江 飾
- 蘇淑萍 飾 葉小惠
- 司馬華龍 飾 富伯
- 陳中堅 飾 中叔
- 徐意 飾 回姨
- 蕭山仁 飾 亞財
- 許淑嫻 飾 秋嫂
- 容守怡 飾 馬二姑
- 盧愛蓮 飾 夢妮
- 卡華 飾 周龍
- 黎少芳 飾 老媽子
- 張瑛 飾 堅叔
- 劉源彬 飾 小碧
- 陳狄克 飾 打手